# Eero Kinnunen
Eero Aulis Kinnunen (Käkisalmi, 18 gennaio 1918 – 21 aprile 1943) è stato un militare e aviatore finlandese, asso dell'aviazione da caccia nel corso della seconda guerra mondiale abbattendo individualmente 21 aerei nemici e tre in collaborazione nel corso di 300 missioni.

## Biografia

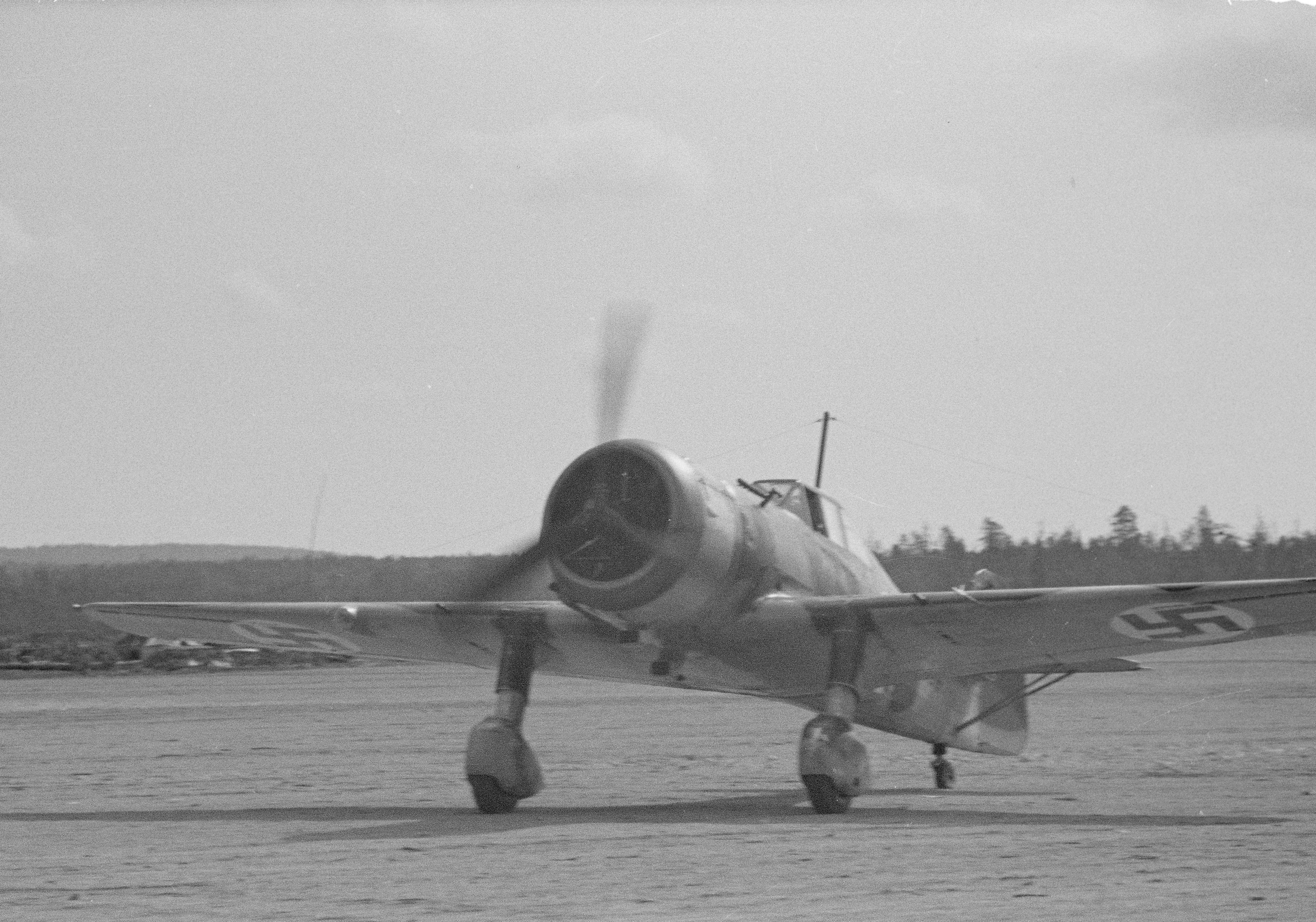
Un caccia Fokker D.XXI in fase di rullaggio.

Nacque a Käkisalmi il 18 gennaio 1918. Arruolato nella Suomen ilmavoimat il 14 ottobre 1937 fu promosso caporale e il 1 gennaio 1938 venne assegnato al LeLv 26. Fu promosso caporale maggiore il 6 dicembre 1939, a guerra d'Inverno con l'Unione Sovietica già iniziata, e il 29 gennaio 1940 fu trasferito al LeLv 24, dotato dei caccia Fokker D.XXI. Conseguì la sua prima vittoria il 9 febbraio quando abbatté un ricognitore Polikarpov R-5, e poi ottenne altre due vittorie a spese di un bombardiere Tupolev SB-2 (18 febbraio) e di un caccia Polikarpov I-16 (5 marzo).
Il 22 aprile 1940 fu promosso sergente, e poi il suo reparto venne riequipaggiato con i caccia Brewster Buffalo nel mese di agosto.  Dopo l'inizio della guerra di continuazione, il 26 giugno 1941 abbatté 4 bombardieri Tupolev SB-2 danneggiandone un altro, mentre il 30 dello stesso mese distrusse un caccia Polikarpov I-153.
Il 13 luglio 1941, giorno in cui distrusse un I-16,  fu promosso sergente maggiore. Continuò ad accumulare vittorie, abbattendo un totale di 1 caccia Mikoyan-Gurevich MiG-3, 5 caccia Hawker Hurricane, 2 bombardieri Ilyushin DB-3, 2 caccia Polikarpov I-16, 1 caccia Polikarpov I-153, 1 caccia Lavochkin LaGG-3 e 1 Yakovlev Yak-1.
Promosso maresciallo il 1º dicembre 1942, cadde in combattimento il 21 aprile 1943, quando il suo aereo precipitò al suolo colpito dal fuoco antiaereo.

### Fonti
1. 1 2 3 4 5  Ciel de Gloire.
2. ↑  Stenman, Thomas 2010, p. 85.
3. ↑  Porsimo.
4. ↑  Stenman, de Jong 2013, p. 22.
5. ↑  Stenman, Thomas 2010, p. 11.
6. ↑  Stenman, Thomas 2010, p. 12.
7. ↑  Stenman, Thomas 2010, p. 31.
8. ↑  Stenman, Thomas 2010, p. 34.